# Xixiasaurus
Xixiasaurus – rodzaj teropoda z rodziny troodontów (Troodontidae) żyjącego w późnej kredzie na terenach Azji. Został opisany w 2010 roku przez Lü Junchanga i współpracowników na podstawie niekompletnej czaszki, przedniej części żuchwy oraz fragmentów kości łokciowej, promieniowej i nadgarstka (41HIII-0201). Skamieniałości pochodzą z datowanych na koniak lub kampan osadów formacji Majiacun w Songgou, na północnym wschodzie powiatu Xixia w Chinach.
Xixiasaurus jest pierwszym troodontem przypominającym byronozaura odnalezionym poza Gobi i północnymi Chinami. Miał 22 zęby w kościach szczękowych – mniej niż Byronosaurus i Mei, lecz więcej od zaurornitoida i zanabazara. Zęby Xixiasaurus – podobnie jak byronozaura, Mei, urbakodona i anchiornisa – nie miały piłkowań. Kolejną cechą łączącą rodzaje Xixiasaurus i Byronosaurus jest występowanie uzębienia heterodontycznego oraz rozwiniętego podniebienia wtórnego. Kości nosowe holotypu X. henanensis są wydłużone i niezłączone, co sugeruje, że holotyp w chwili śmierci nie zakończył jeszcze wzrostu. Również kości czołowe są niezrośnięte. Kość promieniowa jest znacznie cieńsza niż łokciowa. Brak piłkowania na zębach Xixiasaurus może dowodzić, że – w przeciwieństwie do większości troodontów – żywił roślinami lub był wszystkożerny. Według Lü i współpracowników Xixiasaurus jest najbliżej spokrewniony z byronozaurem. Autorzy spekulują, że te dwa rodzaje oraz Urbacodon mogą tworzyć klad wewnątrz Troodontidae, co dowodziłoby, że w Azji troodonty z niepiłkowanymi zębami były szeroko rozprzestrzenione. Ponieważ szczątki byronozaura odkryto w osadach datowanych na kampan, Lü i in. sugerują, że jego bliskie pokrewieństwo z Xixiasaurus wskazuje, iż osady formacji Majiacun również pochodzą z kampanu. Według analizy przeprowadzonej przez Turnera i współpracowników (2012) Xixiasaurus tworzy jednak klad z innymi azjatyckimi troodontami – Mei i Sinovenator. Szczątki Xixiasaurus są na tyle niekompletne, że nie jest w nich obecna żadna z czterech synapomorfii tego kladu, jedna cecha łączy jednak ten rodzaj z sinowenatorem – wyrostek szczękowy kości przedszczękowej ciągnący się ku tyłowi i oddzielający kość szczękową od nosowej za nozdrzami zewnętrznymi.
Nazwa Xixiasaurus pochodzi od nazwy powiatu Xixia, na terenie którego odnaleziono holotyp, oraz greckiego słowa sauros, oznaczającego „jaszczur”. Nazwa gatunkowa gatunku typowego, henanensis, odnosi się do prowincji Henan, gdzie znajduje się powiat Xixia.